# Halvan
Halvan är en snapsvisa till samma melodi som "Hur länge skall i Norden", skriven på 1860-talet. 
Texten, som travesterar originalet börjar "Hur länge skall på borden den lilla halvan stå" och syftar alltså på snaps nummer två, som tas efter Helan. Texten till halvan används även till melodin "Gute Nacht" av Adolf Eduard Marschner, ibland då med "halvan" utbytt mot "kvarten" eller "kvinten".